# Зграда хотела „Гранд” у Пожаревцу
Хотел „Гранд” у Пожаревцу сматра се првим правим хотелом у Пожаревцу, посебно изграђеним за угоститељску намену, за разлику од претходно изграђених хотела, који су првенствено били кафане и гостионице. Изградио га је 1904. године Милорад Карамарковић, знаменити индустријалац, трговац и предузимач, пореклом из Ваљева. У то време, у Пожаревцу је успостављен регулациони план, те је хотел подигнут на регулационој линији са Окружним здањем, тако да у великом обиму подражава изглед Окружног здања. Изграђен је у духу академизма, уз елементе ренесансне архитектуре на фасади. Сада је познат као Дом војске и налази се у Улици Воје Дулића 2.

## Историјат
Хотел је био модерно пројектовано здање од 2500 квадрата, са шеснаест соба, пространом кафаном, кухињом са оставом и подрумом, а био је и опремљен револуционарним уређајима за почетак двадесетог века, а имао је и ацетиленско осветљење. Гости хотела били су угледни грађани Пожаревца и чланови културних кругова. У хотелу су се одржавале раскошне забаве и биоскопске пројекције. 
Након смрти Милорада Карамарковића, хотел прелази у руке Драгише Стевановића, београдског индустријалца који је зграду издавао под закуп. Овај хотел тада је био на добром гласу, имао је уређено купатило које је било доступно гостима хотела и посетиоцима. У вечерњим часовима у сали је био приређен народни биоскоп, након чега се организовала игранка. У кратком периоду хотел је био затворен, а након реновирања је поново почео са радом од 1937. године. После Другог светског рата, преурељен је и претворен у Дом војске. Наставио је да буде међу омиљеним местима за забаву захваљујући модерној и пространој башти у којој су се дешавале игранке у пратњи војног оркестра. Оронулошћу комплекса, земљиште на којој се налазила башта је продато и уместо ње је изграђен пословно-стамбени објекат. 
У свом тестаменту, први власник, Милорад Карамарковић је граду Ваљеву завештао овај хотел, као и своју имовину у Београду, за изградњу ваљевске болнице. На основу тог документа, Ваљево је било у обавези да оснује фонд Милорада Карамарковића, којим би управљали градоначелник, епископ и председник суда, али ова одлука никад није спроведена у дело. У борби за повраћај имовине, Град Ваљево је изгубило судски спор са Министарством одбране, будући да је хотел Гранд 1955. године уступљен на коришћење и управу ЈНА уз накнаду од 1.015.000 динара. Новац од накнаде је Народни одбор општине Ваљево уплатио у Фонд за заштиту деце, а сматра се да је тим чином испуњена воља завештаоца, будући да је Ваљево већ имало модерну болницу.
Фасада хотела „Гранд” је под заштитом државе, али преко шездесет година није реновирана, те постоји опасност од пада. Град Пожаревац је у прошлости имао интересовање да финансира комплетну реконструкцију, али је добио дозволу само за санирање видљивих оштећења. Од 2006. године, Министарство одбране нудило је Клуб војске три пута Граду, за накнаду од 240 милиона динара, али се градске власти нису огласиле. Продаја у поступку јавног надметања оглашавана је пет пута. Последњи пут оглас за продају објекта објављен је у јулу 2018. године и износио је 1.262.909 евра, а завршио се неуспешно. Почетком 2021. године градоначелник Пожаревца  потврдио је да је Град још увек заинтересован за поседовање овог здања. У међувремену су се јавили и наследници Милорада Карамарковића, који су покренули поступак реституције, како би се зграда вратила у власништво породице. Овај објекат се налази на земљишту величине 8,9 ара, а површина објекта износи преко 1592 квадрата. 